# Pambasz hettita király
Pambasz (vagy Pamba) hettita király a legkorábbi névről ismert hettita személy. A hagyomány szerint körülbelül az i. e. 22. század első felében élt, és a nyolc évszázaddal később leírt adatok szerint Hatti, Cipani és Kanis uralkodója volt. Egy ékiratos tábla említi őt az Amarna-levelek között, amely felsorolja a Narám-Szín akkád uralkodót elkísérő 17 fejedelmet, és ezek egyikeként szerepel. Ezen az említésen kívül (egy vitathatót leszámítva) semmilyen írott forrás nincs sem a személyéről, sem a koráról, csak a régészet eredményeire lehet támaszkodni.
Pambasz előtt egyetlen uralkodót sem ismerünk, és a rákövetkező 500 évből szintén egyet sem. Pambasz neve is csak a véletlennek köszönhetően maradt ránk. Az i. e. 22. század megelőzi az első (hipotetikus) anatóliai népvándorlást, ezért az ekkori etnikum még a protohattinak nevezett népesség, amely a hettitákat megelőzően Anatóliában lakott. A territóriumainak felsorolásából csak Kanist lehet megbízhatóan beazonosítani. Hatti területi elhelyezkedése és kiterjedése nem ismert ebből a korból. Ennél még kevésbé ismert a Cipani nevű terület, mivel a későbbi, dokumentált korokban már nem volt ilyen nevű tartomány.
A fél évezreddel későbbi állapotok szerint két Hatti létezett, Felső-Hatti és Alsó-Hatti, amelyek közül az elsőnek Nesza volt a fővárosa, a másodiknak Kusszara. A Narám-Szín-szöveg által említett Kanis és Hatti jelentheti az Anatóliai térség figyelemre méltó politikai állandóságát a hettiták érkezése előtti korban, de jelentheti azt is, hogy a szöveg szerzője a saját korában létező politikai alalakulatok neveit használta fel munkájában. A másik – egyébként hihetőbb – magyarázat szerint Pambasz nem az akkád Sarrukín fiának, hanem az i. e. 19. században uralkodó asszír I. Sarrukín második uralkodójának, Narám-Színnek kortársa és fegyvertársa volt. Ez időben szakadásmentes közelségbe hozná Pambaszt a rákövetkező korok asszír–hettita városkirályságainak rivalizálásához, sőt ez esetben a Varszamaszt és Inart közvetlenül megelőző generáció tagja lenne. Varszamasz i. e. 1850 körül építtette kanisi palotáját, így Pambasz uralkodási idejére az i. e. 19. század első fele adódna, pontosan az I. Sarrukín és Narám-Szín asszír királyok közti időre (nagyjából i. e. 1920 és i. e. 1830 között). Beleesne az óasszír kereskedelem korába, annak legkorábbi szakaszába, amikor Mezopotámia valóban először került szoros kapcsolatba Anatóliával. Az akkád Narám-Szín a Felső-tenger (Földközi-tenger) elérése után „lemosta fegyvereit” és hazaindult, további északnyugati törekvésről nem tudunk.
A forrás szerint Pambasz alárendelt fejedelme Narám-Színnek, az anatóliai koalíció egyik tagja. Azonban vélhetően fontos tagja, mert Hatti, Cipani és Kanis királya, a királyok királya jelzővel látták el. Hatti vélhetően volt olyan jelentős erő Anatóliában, hogy Pambasz az itteni koalíció vezetője legyen.
Címei között a kanisi király is megjelenik. Ez a kor az asszír kereskedőkolóniák korának kezdete, amikor az asszírok által Hattumnak nevezett kolonizációs terület első számú városa és igazgatási központja Kanis (a későbbi Nesza) volt. Ennek figyelembe vételével a titulusok legvalószínűbb értelmezése az, hogy a Hattumot az időben alkotó 17 asszír kereskedőváros egyesített haderejének vezetője volt.
Vitatható, hogy az i. e. 22. században élt Gudea egyik felirata szerinti király, aki Hahu (vagy Hahhu, átírással Ḫaḫḫu) földjéről aranyat küldött Ningirszu lagasi templomának építésére, Pambasz volt-e, illetve Hahu azonos-e Hattival. Ha Pambasz i. e. 19. századi datálása helytálló, akkor ő nem jöhet szóba, de a Hatti-Hahhu azonosítás még fennállhat.

## Pambasz datálásának problémája
Ez a hettita uralkodó egyetlen egyiptomi forrásból ismert, amely lényegesen később íródott. Nem kizárt, hogy teljes mértékben kitalált személy, illetve hogy a Narám-Szín név az i. e. 19. századi óasszír uralkodóé, akit a névazonosság miatt kevertek össze az akkád Narám-Színnel. Az asszír Narám-Szín a történeti és régészeti ismereteinkkel is összhangban volna, mivel az óasszír kereskedelem fénykorára tenné a történetet, nem sokkal Anittasz elé, miközben az akkád Narám-Szín mindenképp túl korainak tűnik jelenleg. Az említett Hahhum nevű terület is a kereskedelmi útvonalakhoz kapcsolódik, mivel a mezopotámiai források szerint Hahhu volt az a kárum, ahol az asszír karavánok átlépték az Eufráteszt, Klaus Veenhof feltételezése szerint a mai törökországi Samsat várossal azonos.

## Lásd még
Hettita uralkodók listája